# 市场街铁路公司
市场街铁路公司（英語：Market Street Railroad Company）是旧金山曾经的公共汽车和有轨电车运营商，公司名称来自于该市著名的交通要道——市场街。公司曾先后更名为市场街铁道公司、市场街缆车铁路公司和旧金山联合铁道公司。另外，有一个名称相似的非营利组织维持着现时旧金山市内的怀旧电车运营，这个组织的名称虽然源自这家公司，但是却没有任何法律上的联系。

## 历史
1857年，托马斯·海耶斯出资成立了市场街铁路。1860年7月4日，随着市场街铁路公司的成立，此线路也同步开通，并成为了旧金山第一条马车铁路。
  
几年后，此线路升级为蒸汽动力，彼时的列车由两节车厢组成：第一节一部分为蒸汽机，另一部分为客车车厢，第二节为拖车。

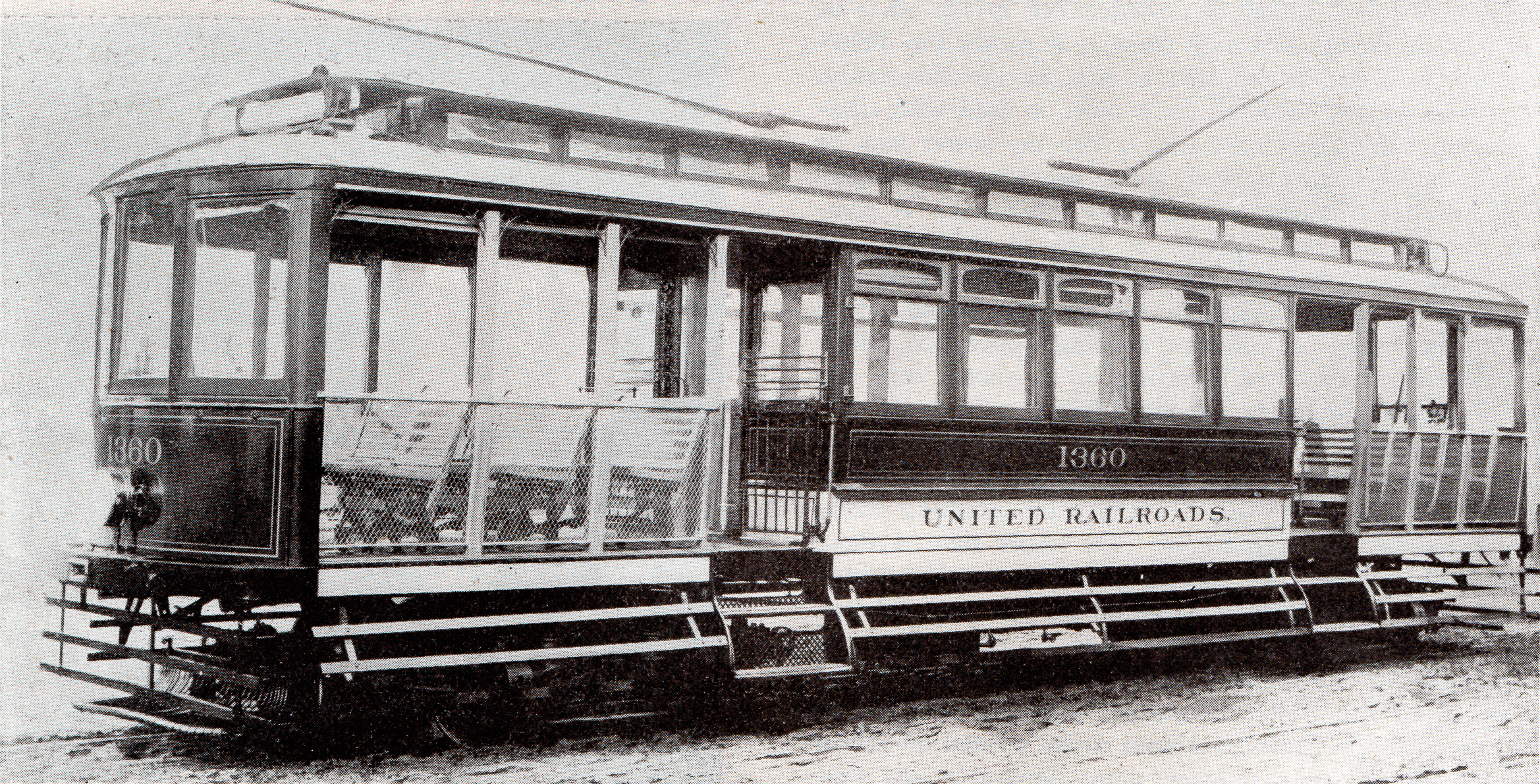
一辆普通的旧金山联合铁道公司的电车，约1905年

1873年，随着一条缆车线路——企李街山坡铁路的开通，城市内的马车被迫转型为新的动力方式。1882年，勒兰德·斯坦福和他的合伙人收购了市场街铁路公司，并将旗下的线路都升级为钢索牵引，公司也更名为市场街缆车铁路公司(Market Street Cable Railway Company)。之后，公司逐渐壮大为旧金山最大的缆车铁路运营商，并运营着五条始于旧金山渡轮大厦，经过市场街的线路。在高峰期，每15秒就有一辆缆车发车。

交通技术依然在更新换代，凭借更低的建造和运营成本，以及可观的爬坡能力，电力机车的优势逐渐体现出来。1893年，斯坦福先生去世，公司被南太平洋铁路公司接管，并重新改名为市场街铁路公司，同时旗下的线路也被更新为电力驱动。1895年，市场街铁路公司在《The San Francisco Examiner》发表了一个广告来出售已经退役的马车车厢，其中没有座位的车厢售10美金，有座位的20美金。这些旧车厢后来逐渐聚集，形成了名为“海边的卡维尔”社区。

电气化的过程并不顺利，因为反对者认为在市区的道路上布置架空电缆有碍美观，然而这些反对声音都因为1906年4月18日凌晨发生的1906年旧金山大地震而变弱了。震后的重建工作很快展开，公司也趁此机会将大部分的缆车铁路更换为电力机车，只有少数陡峭的路段还保留缆车铁路。

市场街铁路公司股票，约1920年

此时，公司再次易手，并更名为旧金山联合铁道公司(United Railroads of San Francisco, URR)。随后公司收购了几条独立运营的线路，包括企李街山坡铁路、旧金山与圣马特奥铁路、普雷斯帝奥与港口铁路，以及港口与悬崖小屋铁路。大地震给公司带来可观的利润同时，也给公司的衰落埋下了伏笔，因为此时吉里街铁路被市政府控股，并在1912年形成了旧金山城市铁路(MUNI)的雏形。马车最终于1914年6月3日退出服务。到了1918年，借助几条隧道的落成，MUNI公司与URR公司在市场街的竞争逐渐白热化，两家公司在这条大道上各自运营着自家的一对铁路，其中URR公司的铁路在内测，而MUNI公司的则在外侧，形成四线并行的局面。

1918年，在竞争、劳资纠纷和一场严重事故的冲击下，公司重组并恢复原名为市场街铁道公司，并继续运营着市内的有轨电车，鲍威尔街的缆车铁道和不断壮大的公共汽车队伍。然而公司与市政府一直不和，虽然公司幸免于前面的六次合并提案，但还是没躲过1944年5月16日通过的提案。此提案要求市政府以750万美金收购URR公司，其旗下的服务和资产随后被售予MUNI公司。

## 现存车辆

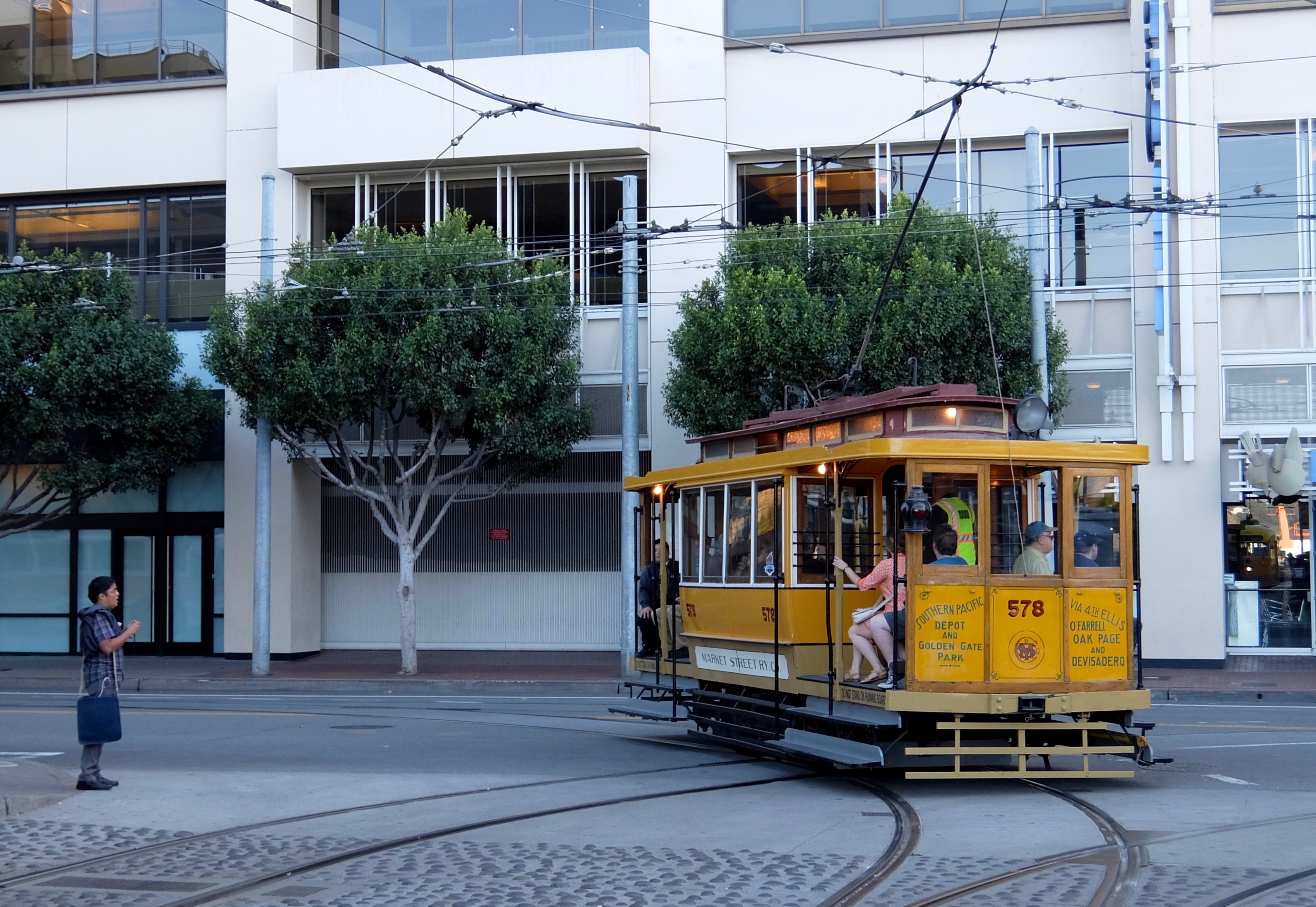
运营中的578号车，摄于2015年城市铁路纪念周

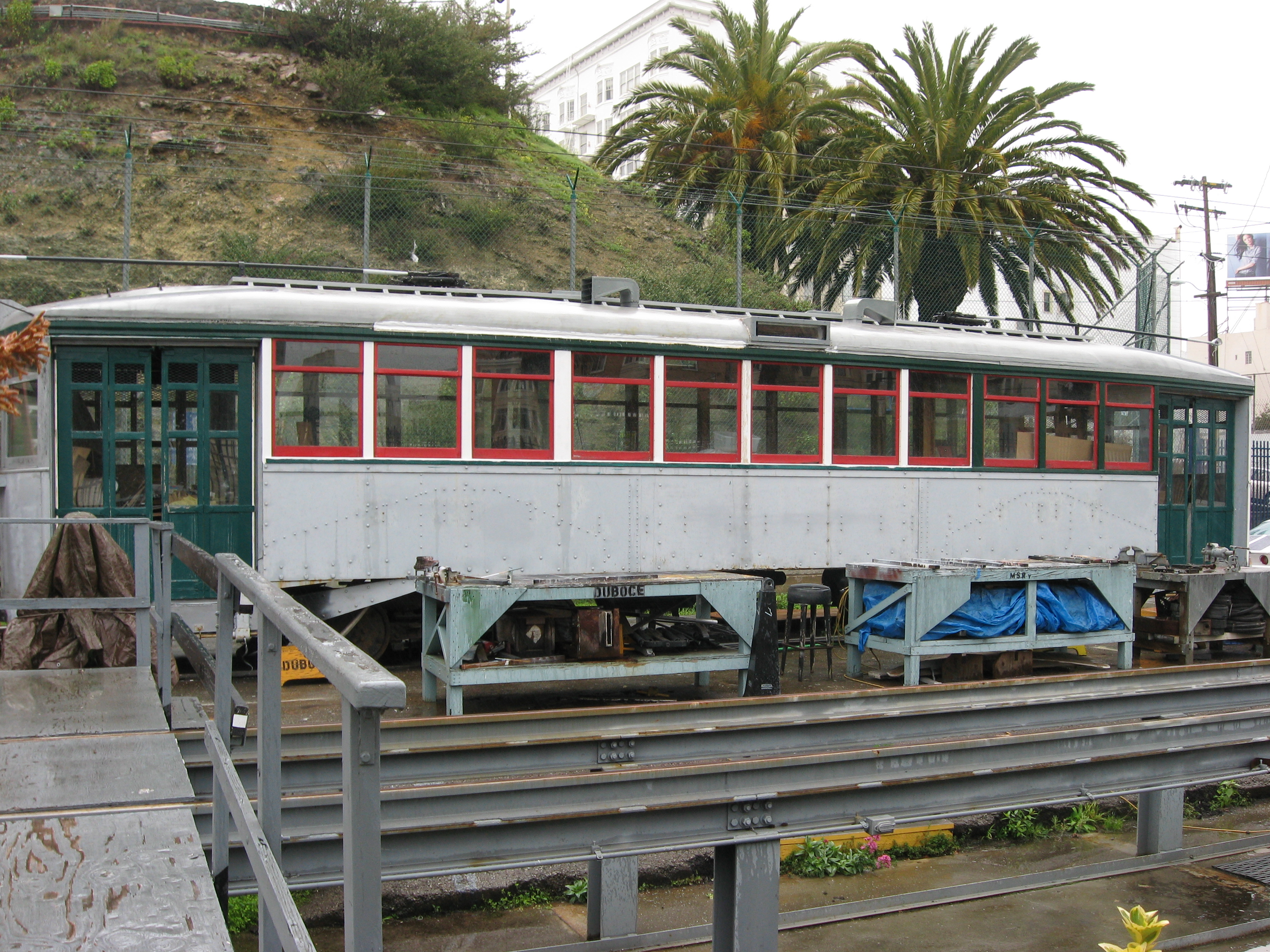
在Pharr Yard (Duboce Yard)修复中的798号车，2008年

目前仅存的市场街铁路公司车辆有：
- 578号车，由哈蒙德车厂（英语：Hammond Car Company）造于1896年，“加州型”（前后敞开，中间车厢封闭）电车，有一个受电弓，两对轮子。在以工作车服务了多年后，MUNI公司最终恢复了它出厂时的样貌，目前它只在特别的节日时投入使用。[6]
- 798号车，由公司自己的车间造于1924年。二战后此车被当作废料出售，后来成为一个位于哥伦比亚的住所和珠宝店。它在1984年被回购，现在正接受大修，偶尔被用于"F"线。[7]